# Tranvia Bologna-Imola
A Tranvia Bologna-Imola egy helyiérdekű vasútvonal volt Olaszországban Bologna és Imola között a Bologna–Ancona-vasútvonallal párhuzamosan.

## Története
1885-ben a Società Veneta per Imprese e Costruzioni Pubbliche 50 évre szóló koncessziót kapott a Bologna és Imola városokat összekötő gőzüzemű villamosvonal építésére és üzemeltetésére.
A villamost 1885. szeptember 24-én avatták fel San Lazzaroig, majd a következő évben, 1886. június 20-án Imoláig meghosszabbították.
A villamosvasút műszaki igazgatójának, Miglietta mérnöknek 1889-ben kelt tervét, amely a vonal Faenzáig történő meghosszabbítására irányult, bár hivatalosan jóváhagyták, nem valósították meg, ahogyan a vonal villamosítására vonatkozó 1924-es terv sem valósult meg.
1935-ben, amikor a koncesszió lejárt, a Società Veneta úgy döntött, hogy nem újítja meg azt. A vonalat ezért ugyanezen év szeptember 24-én megszüntették, és egy Bologna tartomány által üzemeltetett autóbuszjárat váltotta fel.
1948-ban a bolognai hálózat városi vonalaként San Lazzaróig közlekedő villamosjáratot létesítettek, amely részben az Imolába vezető vonal eredeti útvonalát követte. 

## Műszaki jellemzők

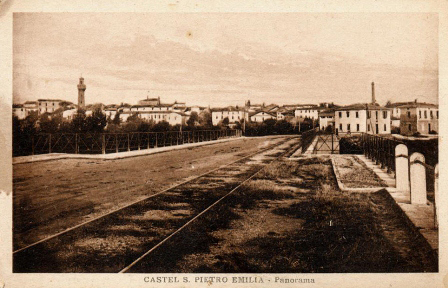
A Sillaro patak fölötti híd Castel San Pietro terme-nél, a Bolognába vezető villamosvágánnyal egy korabeli képeslapon

A villamosvasút egyvágányú, 1445 mm-es olasz normál nyomtávú vonal volt. A pálya 25 kg/m-es sínekkel volt megerősítve, és 20 km/h maximális sebességet tett lehetővé.
A bolognai Porta Mazzini pályaudvarról induló villamosvasút szinte teljes egészében a Via Emilia mentén haladt, a kocsiszín szélén maradva. Imolában 1899-ig a megállóhely a Porta Leone volt, a városhoz közeli San Cassiano faluban. Ebben az évben a végállomást a jelenlegi Conad bevásárlóközpontnál építették meg, így a teljes hossza 33,75 kilométerre nőtt.
Az elért legnagyobb meredekség 2,4 százalék volt; az ívsugarak nem csökkentek 120 m alá.
Az útvonal mentén a vonatok 6 közbenső megállóhelyet, valamint San Lazzaro, Ozzano, Castel San Pietro és Dozza állomásokat szolgálták ki.

## Gördülőállomány
A vonatok vontatásához a Società Venetà főként 2 tengelyes, villamos típusú fülkés mozdonyokat használt, amelyek a 150-es és 170-es pályaszám-csoportokat kapták.
Az előbbiek, a 150-154-es számozásúak, Henschel és Breda 85 kW-os teljesítményűek voltak. A második, 170-172-es számozásúak szintén Henschel gyártmányúak voltak, 1886-ban épültek, 118 kW teljesítményűek voltak és a Vicenza-Montagnana villamosvasútról származtak.
Ezek a mozdonyok üzemelésük első éveiben fával működtek, innen kapták népies nevüket: e' brusamaron, míg később már lignitet használtak. A kőszén bevezetését követően a két város közötti menetidő a korábbi két óráról másfél órára csökkent.
A Società Veneta egy másik vonalcsoportjának, a Società delle Guidovie Centrali Venete leányvállalat által üzemeltetett, Padova és Bagnoli di Sopra, Piove di Sacco, Fusina és Mestre között közlekedő járatok korszerűsítését megelőzendő, az eredetileg a 179-187-es csoportot alkotó 9 egységet is megvásárolták; a tételt két gyártó között osztották fel: A 179-184-es egységeket maga a Henschel & Sohn szállította, míg a későbbi, kifejezetten az emiliai vonalra szánt egységeket az esslingeni Maschinenfabrik Emil Kessler gyártotta; ezek közül azonban csak a 186-os egység érkezett Bolognába.
Tíz kéttengelyes kocsi és három tehervagon egészítette ki a flottát. 

### Gördüőállomány áttekintés
| Egység           | Gyártás éve | Gyártó   | Teljesítmény | Megjegyzés                                             |
| ---------------- | ----------- | -------- | ------------ | ------------------------------------------------------ |
| 150 - Mira       | 1885-86     | Henschel | 85 kW        | Ex 175                                                 |
| 151 - Savena     | 1885-86     | Henschel | 85 kW        | Ex 178                                                 |
| 152 - Gaiana     | 1885-86     | Henschel | 85 kW        | Ex 186                                                 |
| 153 - Roveri     | 1889        | Breda    | 85 kW        | Ex 188                                                 |
| 154 - Mezzolara  | 1889        | Breda    | 85 kW        | Ex 189                                                 |
| 170 - Montagnana | 1889        | Henschel | 118 kW       | Ex 211, a Vicenza-Montagnana villamosvonalról érkezett |
| 171 - Noventa    | 1889        | Henschel | 118 kW       | Ex 212, a Vicenza-Montagnana villamosvonalról érkezett |
| 172 - Ongiano    | 1889        | Henschel | 118 kW       | Ex 215, a Vicenza-Montagnana villamosvonalról érkezett |